# Questlove

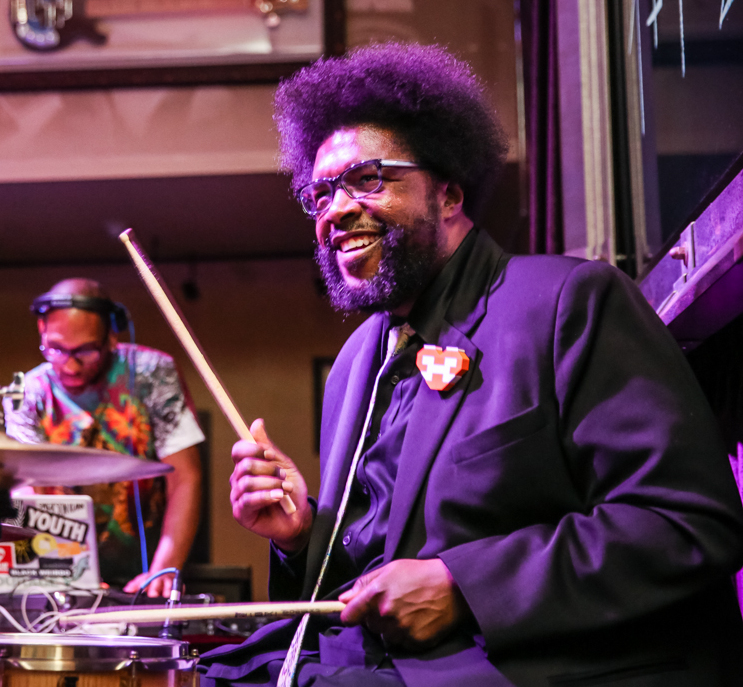
Questlove (2014)

Ahmir Khalib Thompson (* 20. Januar 1971 in Philadelphia, Pennsylvania), besser bekannt unter seinen Pseudonymen Questlove oder ?uestlove, ist ein US-amerikanischer Schlagzeuger und Produzent vieler Hip-Hop- und Soulkünstler. Er ist Mitbegründer und Schlagzeuger der Hip-Hop-Gruppe The Roots.

## Leben und Wirken
Thompson gründete 1987, während er die Philadelphia High School for the Creative and Performing Arts besuchte, mit dem Rapper Tariq Trotter (Black Thought) die Band „The Square Roots“, später nur noch „The Roots“. Mit dem Rapper Malik B., dem Keyboarder Scott Storch und dem Kontrabassisten Josh Abrams begannen sie 1992 in Europa zu touren und nahmen ihr erstes Album auf. Anschließend gründete Thompson das Produzententeam The Grand Negaz, unter anderem mit Black Thought und James Poyser. In ähnlicher Besetzung wurde es kurz darauf von The The Grand Wizzards abgelöst. Ende der 1990er Jahre gründete er mit Mitgliedern der Native Tongues Posse, wie Q-Tip, Common, Mos Def und Talib Kweli, sowie unter anderem Erykah Badu, D’Angelo und J Dilla das Neo-Soul-Kollektiv The Soulquarians, das für die Produktion sehr wichtiger Alben dieses Genres verantwortlich zeichnet. 2004 war er Schlagzeuger für fast alle Musikbeiträge bei Dave Chappelle’s Block Party, ebenso spielte er in einigen Sketchen der Chappelle’s Show mit.
1999 war Thompson Mitbegründer der Online-Community Okayplayer für alternativen Hip-Hop und modernen Soul. Die Community besteht aus den meisten bereits genannten Künstlern, sowie weiteren „like-minded recording artists“, darunter Amy Winehouse, Jill Scott, Leela James, India.Arie, k-os und RJD2. 2004 entstand aus der Webseite zusätzlich ein Plattenlabel, welches im selben Jahr ein Album veröffentlichte, auf dem Mitglieder der Community zu hören sind.
Questlove war ebenfalls als Endorser tätig und entwickelte mit Ludwig Drums das kleine preiswerte Schlagzeug Breakbeats by Questlove.
2013 erschien die Autobiografie von Thompson (geschrieben gemeinsam mit Ben Greenman) – Mo’ Meta Blues: The World According to Questlove (New York: Grand Central Publishing).
Als Mitglied der Roots gehörte er zum Ensemble der vom Fernsehsender NBC ausgestrahlten Show "Late Night" und gehört seit 2014 zum Ensemble der Tonight Show mit Moderator Jimmy Fallon. Der Rolling Stone listete ihn 2016 auf Rang 54 der 100 größten Schlagzeuger aller Zeiten.
2018 wurde er in die Academy of Motion Picture Arts and Sciences berufen, die jährlich die Oscars vergibt.
Questlove gab mit dem Dokumentarfilm Summer of Soul (…Or, When the Revolution Could Not Be Televised) sein Regiedebüt. Der Film wurde auf dem Sundance Film Festival 2021 uraufgeführt, Questlove wurde hierfür mit dem Audience-Award ausgezeichnet und der Film erhielt den U.S. Grand Jury Prize: Documentary. Ferner gewann er mit den Produzenten Joseph Patel, Robert Fyvolent und David Dinerstein  bei der Oscarverleihung 2022 den Preis in der Kategorie Bester Dokumentarfilm, sie gewannen auch bei den British Academy Film Awards 2022 den Preis für den Besten Dokumentarfilm. Hinzu kamen weitere Nominierungen und Ehrungen.
Mit Sly Lives! (aka The Burden of Black Genius) (2025) folgte ein weiterer Dokumentarfilm über die Funk-Band Sly & the Family Stone.

## Diskografie

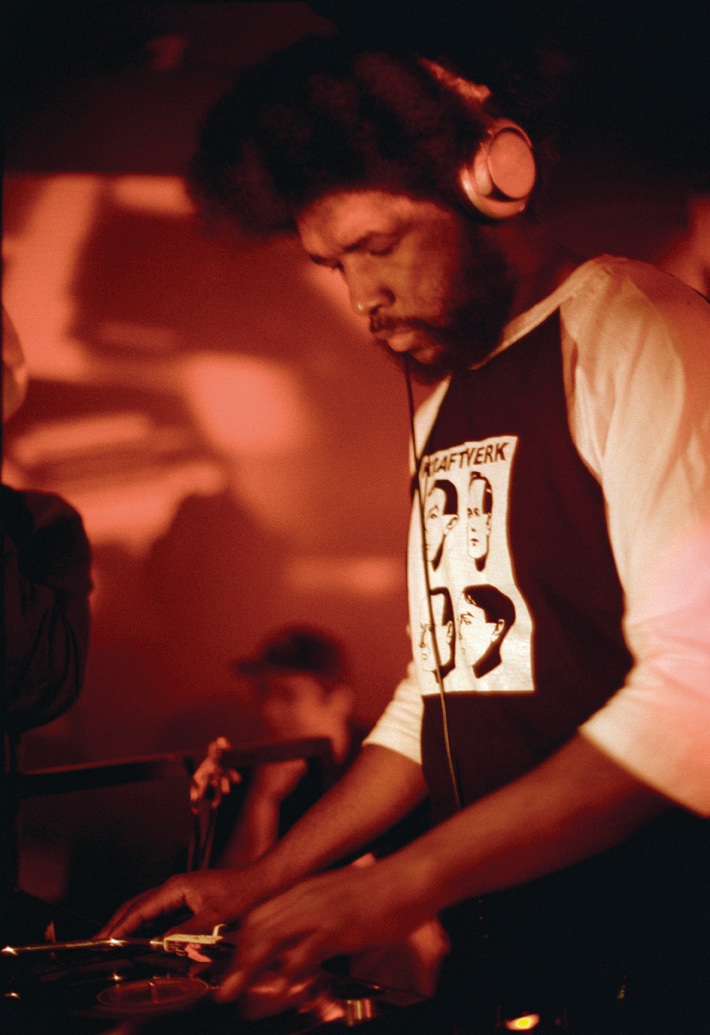
Questlove bei einer Aftershow Party in Hamburg (1999)

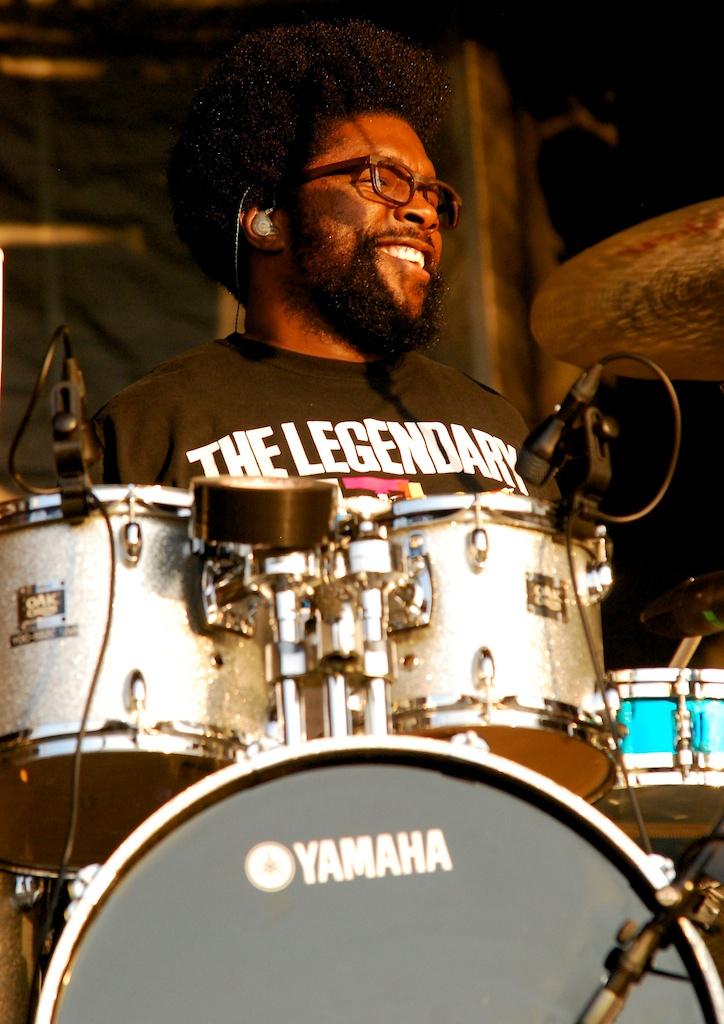
Questlove (2011)

### The Roots
siehe The Roots#Diskografie

### Weitere Aufnahmen
- The Philadelphia Experiment (mit Uri Caine und Christian McBride)

Thompson wirkte außerdem als Produzent und/oder Schlagzeuger unter anderem an Alben folgender Künstler mit:
- Al Green
- Anthony Hamilton
- Blackalicious
- Christina Aguilera
- Common
- D’Angelo
- Dilated Peoples
- Duck Sauce
- Erykah Badu
- Fiona Apple
- Jason Mraz
- Jay-Z
- John Mayer
- Joshua Redman
- Mark Ronson
- Maroon 5
- N.E.R.D
- Nikka Costa
- Prince – One Nite Alone … Live!
- Slum Village

## Filmografie
- 2021: Summer of Soul (…Or, When the Revolution Could Not Be Televised)
- 2025: Sly Lives! (aka The Burden of Black Genius)